# Molla Wagué
Molla Wagué (Vernon, Eure, Francia, 21 de febrero de 1991) es un futbolista maliense que juega como defensa en el Isola Capo Rizzuto 1966 de la Eccellenza.

## Trayectoria
Comenzó su carrera profesional con el club francés S. M. Caen. Hizo su debut profesional el 6 de noviembre de 2011 en la victoria 3-0 contra el Dijon F. C. O. en la Ligue 1. Dos semanas más tarde, en su primer inicio como profesional, anotó su primer gol en el empate 2-2 con el A. C. Ajaccio.
El 10 de julio de 2014 se unió al Udinese Calcio de la Serie A en préstamo después de firmar un contrato con el Granada C. F.
El 31 de enero de 2017 se unió al Leicester City por préstamo del Udinese Calcio hasta el final de la temporada. La transferencia fue concedida por el Granada C.F. e incluía una opción para firmarlo permanentemente.
La segunda mitad de la temporada 2018-19 la pasó cedido en el Nottingham Forest. Una vez esta terminó regresó al fútbol francés tras firmar por el F. C. Nantes. Al año siguiente salió cedido al Amiens S. C.
En enero de 2022 fichó por el R. F. C. Seraing hasta final de temporada. Sin embargo, un mes después rescindió su contrato por motivos personales. Desde entonces estuvo más de dos años sin equipo hasta que en septiembre de 2024 se unió al Isola Capo Rizzuto 1966.

## Selección nacional
Fue internacional en categorías inferiores con el seleccionado de Francia sub-19, Wagué cambió su lealtad a Malí y fue miembro del equipo nacional de fútbol de Malí en la Copa Africana de Naciones 2013 en Sudáfrica.

### Goles con la selección[10]
| Gol | Fecha                | Lugar                                              | Oponente          | Anotado | Resultado | Competición                                             |
| --- | -------------------- | -------------------------------------------------- | ----------------- | ------- | --------- | ------------------------------------------------------- |
| 1.  | 25 de marzo de 2015  | Stade Pierre Brisson, Beauvais, Francia            | Gabón             | 1–0     | 3–4       | Amistoso                                                |
| 2.  | 25 de marzo de 2015  | Stade Pierre Brisson, Beauvais, Francia            | Gabón             | 2–1     | 3–4       | Amistoso                                                |
| 3.  | 9 de octubre de 2015 | Stade de l'Aube, Troyes, Francia                   | Burkina Faso      | 4–1     | 4–1       | Amistoso                                                |
| 4.  | 28 de marzo de 2016  | Nuevo Estadio de Malabo, Malabo, Guinea Ecuatorial | Guinea Ecuatorial | 1–0     | 1–0       | Clasificación para la Copa Africana de Naciones de 2017 |